# Al treilea conciliu de la Constantinopol
Sinodul al VI-lea ecumenic de la Constantinopol - sau Al treilea conciliu de la Constantinopol - s-a desfășurat în anii 680-681. El a fost inițiat de către împăratul Constantin al IV-lea, care a cerut papei Donus să trimită o delegație la o adunare a teologilor din Vest și din Est, astfel încât să se ia o decizie finală privind monoteliții. Delegația a fost trimisă după ce, în prealabil, papa Agaton, succesorul papei Domus, a prezidat un sinod în cursul căruia s-a elaborat o profesiune de credință în care s-a condamnat monotelismul.
Lucrările au fost conduse de patriarhul Gheorghe al Constantinopolului și la sesiuni au luat parte 174 de episcopi.
În lucrările elaborate se reafirmă valabilitatea Crezului elaborat la Niceea și la Constantinopol, se redă textul Crezului de la Niceea și Constantinopol (versiunea revizuită la Calcedon) și se reinterzice modificarea textului.
Erezia combătută a fost monotelismul, care afirma că deși Isus din Nazaret avea două firi – cea divină și cea omenească – totuși ar fi avut o singură voință. În textul elaborat se arată clar că «noi proclamăm în el în mod egal două voințe naturale sau două voi și două principii naturale de acțiune care nu se supun nici unei diviziuni, nici unei schimbări, nici unei împărțiri, nici unei confuzii, în acord cu învățătura Sfinților Părinți».
O altă contribuție a sinodului a fost stabilirea Pentarhatului (format din episcopiile Romei, Constantinopolului, Alexandriei, Antiohiei și Ierusalimului).